# A Guy Called Gerald
Gerald Rydel Simpson (ur. 16 lutego 1967, Moss Side, Manchester, Wielka Brytania), lepiej znany jako A Guy Called Gerald, jest brytyjskim muzykiem, producentem muzycznym i DJ-em.
Jego najbardziej znane dzieła to jego wczesne utwory, które stworzył na scenie acid house w późnych latach osiemdziesiątych oraz utwór "Voodoo Ray". Specjalizował się wtedy w muzyce techno tworzonej za pomocą słynnego Roland TB-303 i TR-808. Znacznie przyczynił się do rozwoju muzyki jungle i drum'n'bass.

## Życiorys
Duży wpływ na twórczość Geralda miały jamajskie korzenie i kolekcja nagrań jego ojca. Został pochłonięty przez jazz i postanowił studiować współczesny taniec pod koniec lat osiedziesiątych. Około roku 1983, kiedy nastąpiła moda na hip-hop i breakdance, Simpson porzucił studia aby zająć się muzyką elektroniczną.
Gerald zaczął eksperymentować z edytowaniem kaset i automatami perkusyjnymi co sprowadziło do utworzenia grupy Scratchbeat Masters. Wydali singiel nazwany "Wax On The Melt", wynik współpracy z kilkoma grupami DJ-ów oraz z Grahamem Masseyem i Martinem Pricem, którzy później z Geraldem sami stworzyli zespół 808 State. Ich pierwszy album, Newbuild, został wydany w 1988 roku, ale wkrótce Simpson opuścił grupę, by tworzyć swoje projekty samotnie.
Wynikiem tego posunięcia było utwór "Voodoo Ray", zagrany pierwszy raz w 1988 roku w rozmaitych klubach zanim stał się hitem w Wielkiej Brytanii rok później. Był to pierwszy utwór z gatunku acid house stworzony w Anglii. "Voodoo Ray" zajął 12. miejsce w rankingu najlepszych utworów w 1989 roku. Był to także najlepiej sprzedający się singiel wydany przez niezależne studio w tamtym roku.
W roku 1991 po tym jak CBS / Sony wydało Automanikk, Gerald założył własne studio nagraniowe, Juice Box Records, i wydał ciąg singli – początków muzyki jungle.

## Juice Box Records
Juice Box Records było niezależnym studiem nagraniowym i zrzeszało takich artystów jak Goldie, Lisa May, DJ Tamsin i Finley Quaye. Szybko zaczęło być identyfikowane jako mające duży wpływ na jungle i drum'n'bass. Gerald wydał wtedy takie albumy jak "28 Gun Bad Boy" i "Black Secret Technology". Studio zostało zamknięte w 1998 roku.

## Dyskografia

### Albumy
- Hot Lemonade (Rham! Records 1989)
- The John Peel Sessions (Strange Fruit 1989)
- Automanikk (Columbia/CBS, 1990) – UK #68[3]
- Hi Life, Lo Profile (Columbia/CBS, 1990—Nie wydane)
- 28 Gun Bad Boy (Juice Box Records 1992)
- Black Secret Technology (Juice Box Records 1995) – UK #64[3]
- The John Peel Sessions – A Guy Called Gerald (Strange Fruit 1999)
- Cryogenix MP3.com 1999 (Niedostępne)
- Essence (!K7 Records 2000)
- To All Things What They Need (!K7 Records 2005)
- Proto Acid – The Berlin Sessions (Laboratory Instinct 2006)
- Tronic Jazz – The Berlin Sessions (Laboratory Instinct 2010)

### Single
- "Voodoo Ray" Single (Rham! Records 1988) – UK #12[3]
- "Voodoo Ray" EP (Rham! Records 1988)
- "Voodoo Ray Remixes" (Warlock USA 1988)
- "Voodoo Ray Remixes" (Rham! Records 1988)
- "Hot Lemonade" (Rham! Records 1989)
- "Hot Lemonade Youth Remixes" (Rham! Records 1989)
- "The Peel Sessions" EP (Strange Fruit 1989)
- "Trip City" (1989)
- "FX" / "Eyes of Sorrow" (1989) – UK #52[3]
- "FX Mayday Mix" (CBS / Sony 1989)
- "FX Elevation Mix" (CBS / Sony 1989)
- "The Peel Sessions" EP (USA 1990)
- "Automanikk (Just 4 U Gordon Mix" EP USA 1990)
- "Automanikk (Bass Overload Mix" EP USA 1990)
- "Automanikk (Bass Overload Mix" EP USA 1990)
- "Emotions Electric" (Juice Box Records 1990)
- "Disneyband / Anything" (Juice Box Records 1991)
- "Nowhere to Run" – Inertia (Black Out Records 1991)
- "Digital Bad Boy" (Juice Box Records 1992)
- "Cops" (Juice Box Records 1992)
- "Ses Makes You Wise" (Juice Box Records 1992)
- "The Musical Magical Midi Machine" (Juice Box Records 1992)
- "Changing" (Juice Box Records 1992)
- "I Feel The Magic" (Juice Box Records 1993)
- "Strange Love" – Ricky Rouge (Juice Box Records 1993)
- "Strange Love Remixes" – Ricky Rouge (Juice Box Records 1993)
- "When You Took My Love" – Ricky Rouge (Juice Box Records 1993)
- "De Ja Vu" – Ricky Rouge (Juice Box Records 1993)
- "Song For Every Man" – Ricky Rouge (Juice Box Records 1993)
- "Satisfaction" – Inertia (Juice Box Records 1993)
- "Fragments" – Inertia (Juice Box Records 1993)
- "Too Fucked to Dance" – Inertia (Juice Box Records 1993)
- "The Glok" (Juice Box Records 1993)
- "Nazinji-zaka" (Juice Box Records 1993)
- "Darker Than I Should Be" (Juice Box Records 1993)
- "Finley's Rainbow" (Juice Box Records 1995)
- "Finley's Rainbow Remixes" (Juice Box Records 1995)
- "So Many Dreams" (Juice Box Records 1996)
- "The Curse Of Voodoo Ray" Promo (Juice Box Records 1996)
- "Radar Systems" (Juice Box Records 1998)
- "Fever" (!K7 2000)
- "Humanity" (!K7 2000)
- "First Try" (!K7 2005)
- "Flo-ride" (Sugoi 2005)
- "Is Man In Danger" (Protechshon 2005)
- "Sufistifunk" (Sugoi 2006)
- "Time to Jak" (Sender 2006)
- "Proto Acid / The Berlin Sessions 1" (Laboratory Instinct 2006)
- "Proto Acid / The Berlin Sessions 2" (Laboratory Instinct 2006)
- "In Ya Head" (wykonano wraz z Mia) (Perlon Records PERL71 2008)
- "Tronic Jazz / The Berlin Sessions 1" (Laboratory Instinct 2010)
- "Tronic Jazz / The Berlin Sessions 2" (Laboratory Instinct 2010)
- "Tronic Jazz / The Berlin Sessions 3" (Laboratory Instinct 2010)
- "Tronic Jazz / The Berlin Sessions 4" (Laboratory Instinct 2010)

### Albumy (współpraca)
- Newbuild – 808 State (Creed 1988)
- Prebuild – 808 State (Rephlex 2005)

### Single (współpraca)
- "Let Yourself Go" – 808 State (1988)
- "Dream 17" – Annette (Deconstruction 1988)
- "Massage-A-Rama" – Lounge Jays (1989)
- "Born In The North" – US (Wooden 1989)
- "Energy" – The Two G'$ (Juice Box Records 1995)
- "Black Gravity" – wykonano z Herbie Hancock / Bill Laswell (2001)